# 卡曼 (克爾謝希爾省)

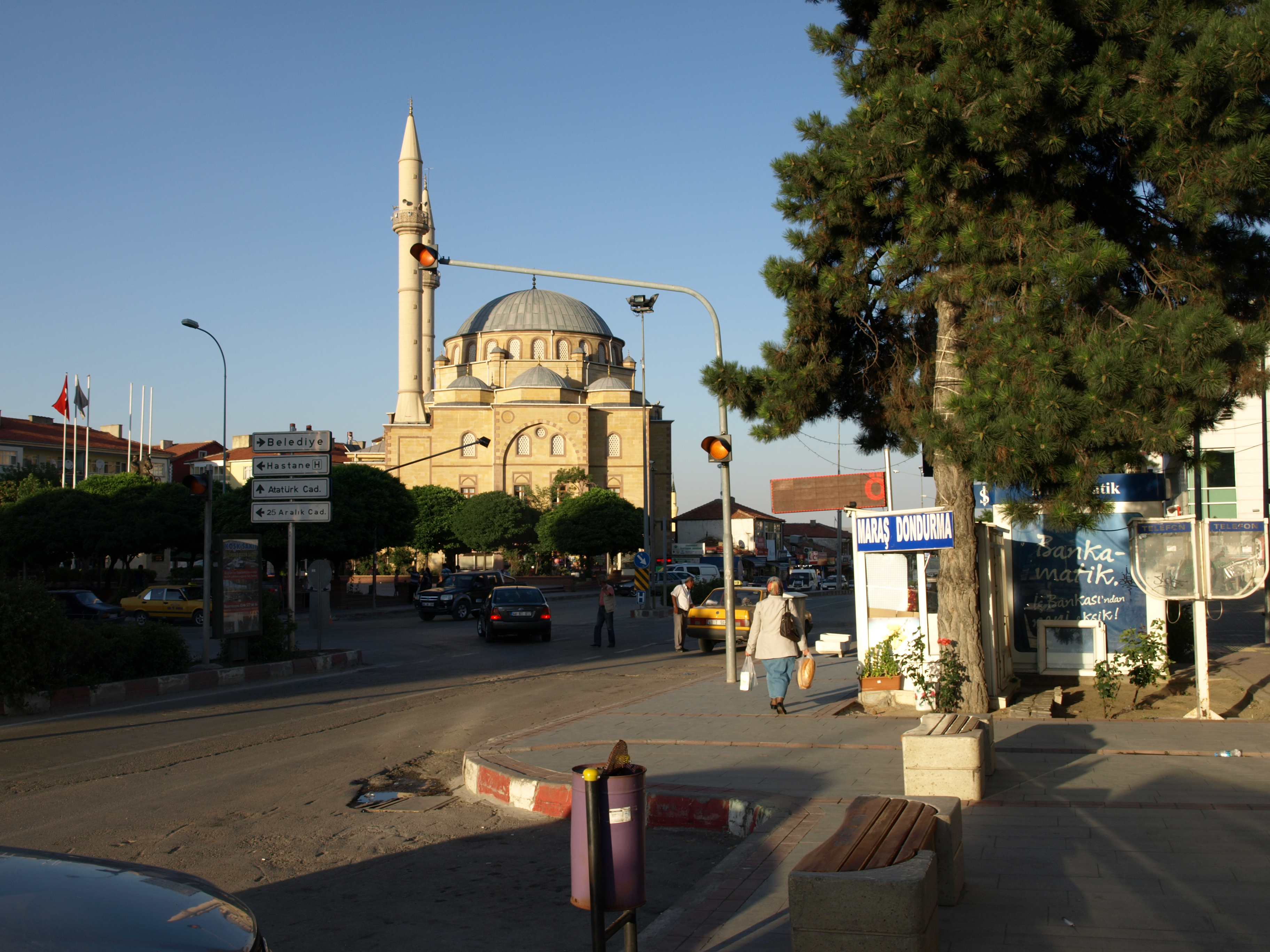
卡曼

卡曼是土耳其的城鎮，位於該國中部，距離克爾謝希爾52公里，由克爾謝希爾省負責管轄，面積1.19平方公里，主要經濟活動有織布、農業和畜牧業，2011年人口21,966。

## 外部連結
- District governor's official website（页面存档备份，存于） （土耳其文）
- District municipality's official website （土耳其文）

39°21′27″N 33°43′26″E / 39.35750°N 33.72389°E